# ستيفن تومسون (صحفي)
ستيفن تومسون (بالإنجليزية: Stephen Thompson)‏ هو صحفي أمريكي، ولد في 1 أغسطس 1972.